# 潘文鐸
潘文鐸（1844年—？年），字左階，廣州駐防京城鑲白旗漢軍陳應麟佐領下人，繙譯進士。

## 履歷[1]
- 同治九年，中式庚午科繙譯舉人[2]
- 同治十年，中式繙譯會試第四名，以主事[3] 籤分工部行走，呈請改歸進士知縣原班候選。
- 光緒元年七月，經惠陵工程大臣翁同龢奏派到工，因隨辦出力奏保以知縣本班儘先選用，旋復奏保選缺後以直隸州知州在任遇缺前先補用。
- 光緒八年五月㨂發奉天知縣，八月到奉差委。
- 光緒九年十二月，署復州知州[4]，光緒十年五月解任。
- 光緒十三年閏四月，署開原縣知縣[5][6]，光緒十四年二月解任。
- 光緒十六年九月，補安東縣知縣，光緒十七年二月到任[7]
- 光緒十七年六月，在山東賑捐局報捐花翎
- 光緒十七年十二月，調署海城縣事，光緒十八年正月接任，光緒十九年二月因親老禀請終養，隨即交卸回旗。

民國十三年《海城縣志》潘文鐸傳

潘文鐸，字佐階，廣東南海人，繙譯進士，光緒十八年蒞縣任性狷介痛絕苞苴詞訟判決如流，每解差蠧役藉端勒索沿途騷擾，文鐸下車即革此弊，勒碑為戒（碑在北門外官道旁），去任時捐廉六百金存大成會以助興學。
 — 民國十三年《海城縣志》
- 光緒二十二年五月，經安徽巡撫福潤奏調隨辦清賦事宜，八月到皖，經吉林將軍延茂調赴吉林差遣因親老礙難偕行，仍留皖省。光緒二十四年清賦事竣，銷差回旗。
- 光緒二十九年二月終養事畢，在南洋順直賑捐三次案內捐升道員，指分廣東試用。

## 餘事
刻有劉錫鴻《劉光祿遺稿》，此書是劉錫鴻在出使前寫給李鴻章、丁日昌等人的書信集和回國後的奏稿，收入《近代中國史料叢刊三編》第45輯